# 王军 (1958年)
王军（1958年11月—），男，河南商丘人，中华人民共和国政治人物。北京大学政府管理学院政治学理论专业研究生毕业，法学博士。是中共第十八届候补中央委员、第十九届中央委员。曾长期在中华人民共和国财政部工作，早年担任过前财政部部长刘仲藜的秘书，后官至财政部副部长、中国红十字会副会长（2009年-2011年）。曾任国家税务总局局长。

## 生平
王军1976年7月参加工作，1977年12月加入中国共产党。1987年，进入中华人民共和国财政部会计司任职；1992年至1993年，在部长秘书室，担任时任部长刘仲藜的正处级秘书；1993年至1994年，任中国注册会计师协会副秘书长；1994年，升任财政部办公厅副主任，在1996年后，主持财政部办公厅工作；1998年，正式担任财政部办公厅主任、兼新闻发言人；2003年，出任财政部部长助理；2005年10月，升任财政部副部长、党组成员；2012年4月，任财政部副部长、党组副书记，并在当年11月召开的中共十八大上，当选中央委员会候补委员。
2013年3月，在李克强出任国务院总理后，被任命为国家税务总局局长、党组书记。
2023年1月17日，王军当选为第十四届全国政协委员。
2023年11月28日，不再担任国家税务总局党委书记。12月9日，不再担任国家税务总局局长职务。